# A-League Women 2023-24
La A-League Women 2023-24 fue la 16.ª edición de la A-League Women, la máxima categoría del fútbol femenino en Australia. Participaron 12 equipos en 22 jornadas y una fase final de eliminatorias a la que clasificaron los 2 primeros equipos de la temporada regular, y 2 equipos mediante Playoff.
Para esta temporada Central Coast Mariners regreso al torneo luego de varios años de ausencia
Sydney FC logró defender su título y fue campeón de la temporada, Melbourne City fue campeón del torneo regular y se clasificó para la AFC Champions League.

## Clubes
| Equipo                   | Ciudad                | Estadio                                                                    | Capacidad                   |
| ------------------------ | --------------------- | -------------------------------------------------------------------------- | --------------------------- |
| Adelaide United          | Adelaida              | Marden Sports Complex Coopers Stadium                                      | 6.000 16.500                |
| Brisbane Roar            | Brisbane              | Suncorp Stadium Lions Stadium                                              | 52.500 5.000                |
| Canberra United FC       | Canberra              | Viking Park                                                                | 7.000                       |
| Central Coast Mariners   | Gosford               | Industree Group Stadium                                                    | 20.059                      |
| Melbourne City           | Melbourne             | Frank Holohan Soccer Complex                                               | 2.000                       |
| Melbourne Victory        | Melbourne             | Lakeside Stadium Epping Stadium AAMI Park Latrobe City Stadium             | 12.000 10.000 30.050 12.000 |
| Newcastle Jets           | Newcastle             | No.2 Sportsground McDonald Jones Stadium                                   | 5.000 33.000                |
| Perth Glory              | Perth                 | Dorrien Gardens                                                            | 4.000                       |
| Sydney FC                | Sídney Wollongong     | Seymour Shaw Jubilee Oval Leichhardt Oval WIN Stadium                      | 5.000 20.505 20.000 23.000  |
| Western Sydney Wanderers | Sídney                | Marconi Stadium Estadio ANZ Western Sydney Stadium Wanderers Football Park | 9.000 83.500 30.000 1.000   |
| Wellington Phoenix       | Wellington Wollongong | Sky Stadium WIN Stadium                                                    | 34,500 23,000               |
| Western United           | Wyndham               | City Vista Pavilion and Sports Field                                       | 4,000                       |

## Temporada regular
| Pos | Equipo                   | Pts | PJ | G  | E | P  | GF | GC | DIF | Clasificación          |
| --- | ------------------------ | --- | -- | -- | - | -- | -- | -- | --- | ---------------------- |
| 1   | Melbourne City (T)       | 41  | 22 | 12 | 5 | 5  | 40 | 29 | +11 | Semifinales del Torneo |
| 2   | Sydney FC (C)            | 39  | 22 | 11 | 6 | 5  | 31 | 20 | +11 | Semifinales del Torneo |
| 3   | Western United           | 36  | 22 | 11 | 3 | 8  | 37 | 34 | +3  | Playoff                |
| 4   | Melbourne Victory        | 36  | 22 | 10 | 6 | 6  | 44 | 29 | +15 | Playoff                |
| 5   | Central Coast Mariners   | 35  | 22 | 10 | 5 | 7  | 31 | 24 | +7  | Playoff                |
| 6   | Newcastle Jets           | 33  | 22 | 10 | 3 | 9  | 43 | 36 | +7  | Playoff                |
| 7   | Western Sydney Wanderers | 33  | 22 | 10 | 3 | 9  | 30 | 30 | 0   |                        |
| 8   | Wellington Phoenix       | 28  | 22 | 9  | 1 | 12 | 36 | 33 | +3  |                        |
| 9   | Brisbane Roar            | 26  | 22 | 7  | 5 | 10 | 28 | 35 | −7  |                        |
| 10  | Perth Glory              | 24  | 22 | 6  | 6 | 10 | 25 | 32 | −7  |                        |
| 11  | Canberra United          | 24  | 22 | 6  | 6 | 10 | 39 | 47 | −8  |                        |
| 12  | Adelaide United          | 15  | 22 | 4  | 3 | 15 | 21 | 56 | −35 |                        |

Fuente: A-Leagues
(T) Campeón del torneo regular (Clasificado a liga de Campeones de la AFC)
(C) Campeón de la temporada 

## Playoffs
Los equipos ubicados entre el 3.º y 6.º puesto se enfrentaban entre sí a partido único, los vencedores avanzaron a la semifinal del torneo.
| Ronda   | Equipo 1          | Resultado   | Equipo 2               |
| ------- | ----------------- | ----------- | ---------------------- |
| Playoff | Melbourne Victory | 0-0 (2-4.p) | Central Coast Mariners |
| Playoff | Western United    | 2-4         | Newcasttle Jets        |

## Eliminatorias
Los 2 equipos que más puntos hicieron en la temporada regular se enfrentaron a los 2 equipos que habían clasificado mediante los playoffs por eliminatoria a partidos de ida y vuelta, exceptuando la final que era a partido único.
| Ronda       | Equipo 1       | Resultado | Equipo 2               |
| ----------- | -------------- | --------- | ---------------------- |
| Semifinales | Melbourne City | 3-0 3-0   | Newcastle Jets         |
| Semifinales | Sydney FC      | 1-0 1-1   | Central Coast Mariners |
| Gran Final  | Melbourne City | 0-1       | Sydney FC              |

| Campeón    |
| Sydney FC  |
| 5.° título |